# Eublepharis
Eublepharis é um género de répteis escamados da família Gekkonidae.
O género foi pela primeira vez descrito pelo zoólogo britânico John Edward Gray, em 1827. Podem ser encontrados no este e sudoeste da Ásia.
A cauda tem um comprimento inferior à distância focinho-cloaca. As patas não possuem lamelas adesivas. São animais terrestres, crepusculares ou nocturnos.

## Etimologia
O nome do género vem de eu = verdadeiro e blephar = pálpebra: todos os seus membros têm pálpebras totalmente funcionais. 

## Espécies
Estão descritas as seguintes espécies:
- Eublepharis angramainyu Anderson & Leviton, 1966
- Eublepharis fuscus Börner, 1974
- Eublepharis hardwickii Gray, 1827
- Eublepharis macularius (Blyth, 1854)
- Eublepharis satpuraensis Mirza, Sanap, Raju, Gawai & Ghadekar, 2014
- Eublepharis turcmenicus Darevsky, 1977